# Biscoito Queimado
O Biscoito Queimado é uma localidade portuguesa da freguesia da Piedade, concelho da Lajes do Pico, ilha do Pico, arquipélago dos Açores.
Este povoado encontra-se próximo à elevação do Cabeço da Junça, da localidade do Areal e do local denomindo Ponta da Ilha.